# Un Noël d'été à Springfield
Un Noël d'été à Springfield (A Springfield Summer Christmas for Christmas) est un épisode de la série télévisée d'animation Les Simpson. Il s'agit du dixième épisode de la trente-deuxième saison et du 694e de la série.

## Synopsis
En plein été, une productrice est envoyée à Springfield pour superviser la production d'un téléfilm de Noël rencontrant des difficultés, alors même qu'elle déteste cette période. Logeant chez les Simpson dans la chambre de Bart, elle commence à éprouver des sentiments pour Skinner, mais les farces de Bart vont la contraindre à rompre avec son fiancé et à stopper la production du film. Cependant, le soutien et la compréhension d'une petite ville pourraient bien l'aider dans cette incroyable épreuve...

## Réception
Lors de sa première diffusion, l'épisode a attiré 3,92 million de téléspectateurs.